# Tribulopis sessilis
Tribulopis sessilis är en pockenholtsväxtart som först beskrevs av Karel Domin, och fick sitt nu gällande namn av Hansjörg Eichler. Tribulopis sessilis ingår i släktet Tribulopis och familjen pockenholtsväxter. Inga underarter finns listade i Catalogue of Life.